# Evridoma (luna)
Evridoma (grško Ευριδομη: Euridóme) je Jupitrov naravni satelit (luna). Spada med  nepravilne lune z retrogradnim gibanjem. Je članica Pasifajine skupine Jupitrovih lun, ki krožijo okoli Jupitra v razdalji od 22,8 do 24,1 Gm in imajo naklon tira med 144,5°  in 158,3 °.  Euridoma je notranja članica Pasifajine skupine.
Luno Evridomo je leta 2001 odkrila skupina astronomov, ki jo je vodil Scott S. Sheppard z Univerze Havajev.  Prvotno so jo označili kot S/2003 J  4. Znana je tudi kot Jupiter XXXII. 
Ime je dobila po hariti Evridomi  iz grške mitologije. 
Luna Evridoma ima premer okoli 3 km in obkroža Jupiter v povprečni razdalji 22,856.000  km. Obkroži ga v  717  dneh  in 7  urah po tirnici, ki ima naklon tira okoli 149 ° glede na ekliptiko oziroma 147 °  na ekvator Jupitra. 
Njena gostota je ocenjena na 2,6 g/cm3, kar kaže, da je sestavljena iz kamnin. 
Luna izgleda zelo temna, ima odbojnost 0,04. Njen navidezni sij je 22,7 m.